# 윤인환
윤인환(1997년 3월 3일 ~ )은 대한민국의 가수다.

## 방송
- 빌드업 : 보컬 보이그룹 서바이벌 (2024) - Top30

## 음반
- 널 다 잊었다고 거짓말했어 (2021)
- 금방 괜찮아질 거야 (2021)
- 빌드업 : 보컬 보이그룹 서바이벌 Part 1 (2024)